# Пата (меч)

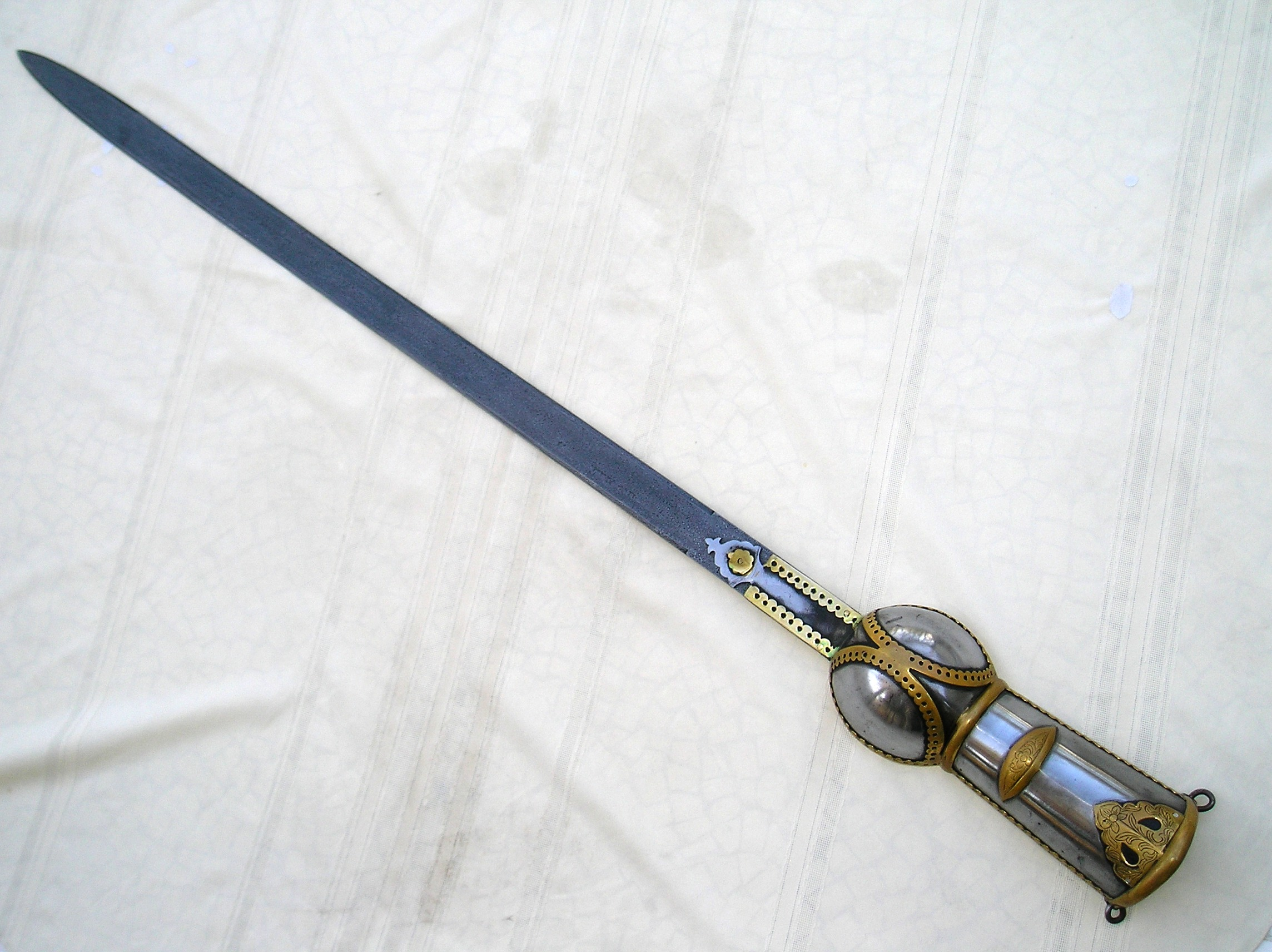
Пата з клинком довжиною 104 см

Пата або пуддха (маратхі: दांडपट्टा, гінді: पट) — це різновид меча з Індійського субконтиненту, що має двосічний клинок та захисну рукавицю-гарду.

## Опис зброї
Пата має довге пряме лезо довжиною від 10 до 44 дюймів. Леза виготовляли місцеві ремісники.
Характерною особливістю пати є її руків'я у формі напіврукавиці, внутрішня сторона якої зазвичай оббита. Рукоять кріпиться до клинка декоративними дужками, які виходять вперед з обох боків клинка. 
Моголи також розробили варіант із фітильовими пістолетами, які прилягали до рукоятки. Рукоятка також має довгу манжету, яка зазвичай прикрашена, а в старих зразках інкрустована та прикрашена золотом та сріблом. Фехтувальник тримає зброю, стискаючи перекладину всередині рукавиці, подібно до катару. Манжета тримається близько до передпліччя іншим стрижнем або ланцюгом.

## Історія
Пата була створена ще у середньовічній Індії, але її застосування здебільшого обмежилося 17-м і 18-м століттями, в часи імперії Маратхів. Цей меч вважався дуже ефективною зброєю для піхотинців проти важкоброньованої кінноти. Вважається, що маратхський правитель Шиваджі та його генерал Баджі Прабху Дешпанде були навчені бою з патою. Коли охоронець Великих Моголів Афзал-хана Саїд Банда напав на Шіваджі з мечами в битві при Пратапгаді, охоронець Шиваджі Джіва Махала смертельно вдарив його, відрізавши одну руку Бада Сайяду патою.
Недавнє відкриття напису на камені Героїв дало підтвердження про те, що меч пата існував ще у 12 столітті.

## Використання

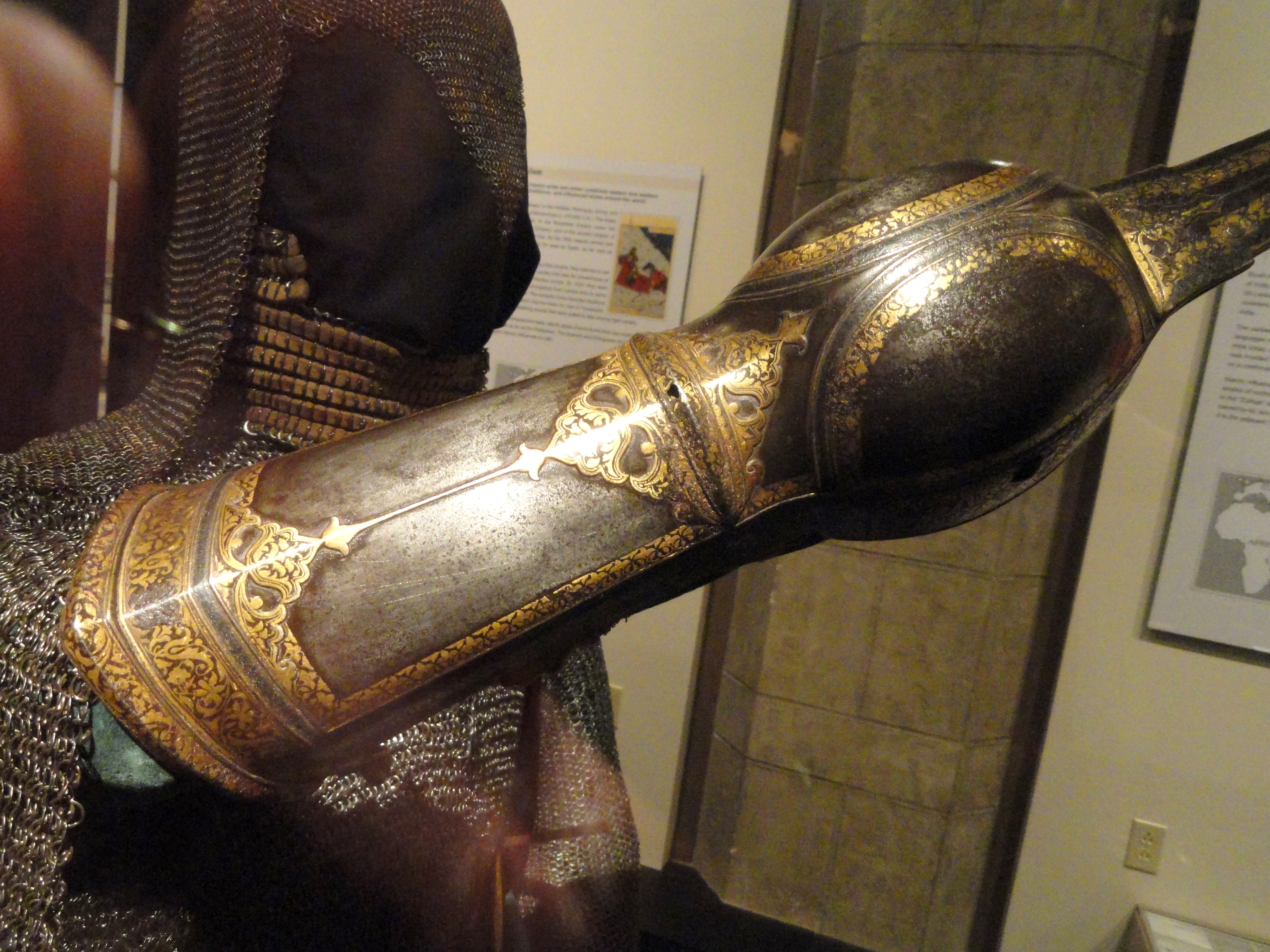
Прикрашена рукавиця

Пата найчастіше поєднується зі щитом або іншою патою, хоча її також можна використовувати зі списом або сокирою. Незважаючи на свою форму, пата використовується переважно для ріжучих ударів, а не для колючих. Розширений хват, що забезпечується передпліччям, дозволяє робити потужні удари, але обмежує будь-які випади. Це можна побачити в сьогоднішньому мардані кхелі та в колоніальних описах, які описують техніку фехтування з подвійними патами, «подібно до вітряка». 
Мініатюрни показують, що пата також використовувалася верховою кавалерією, що змусило деяких сучасних колекціонерів помилково зробити висновок, що ця зброя використовувалася для нанесення колючих ударів верхом. Однак через обмеження рухів зап’ястя було б важко вийняти пату з тіла ворога, і її користувач, швидше за все, впав би з коня. Більш імовірно, що пата використовувалася в тактиці «відсічи-втікай», характерній для маратхської армії. Техніку практикували, нарізаючи фрукти на землі, як лимони чи лайми, не торкаючись землі. Це був і залишається поширеним методом демонстрації, часто з використанням гнучкого леза для полегшення трюку. Кажуть, що воїни-маратхи розгойдували пату круговими рухами, як вихор, коли їх оточували, перш ніж померти, щоб максимізувати втрати противника. Це мало бути ефективним, коли двоє солдатів б'ються пліч опліч.